# Theater Winterthur

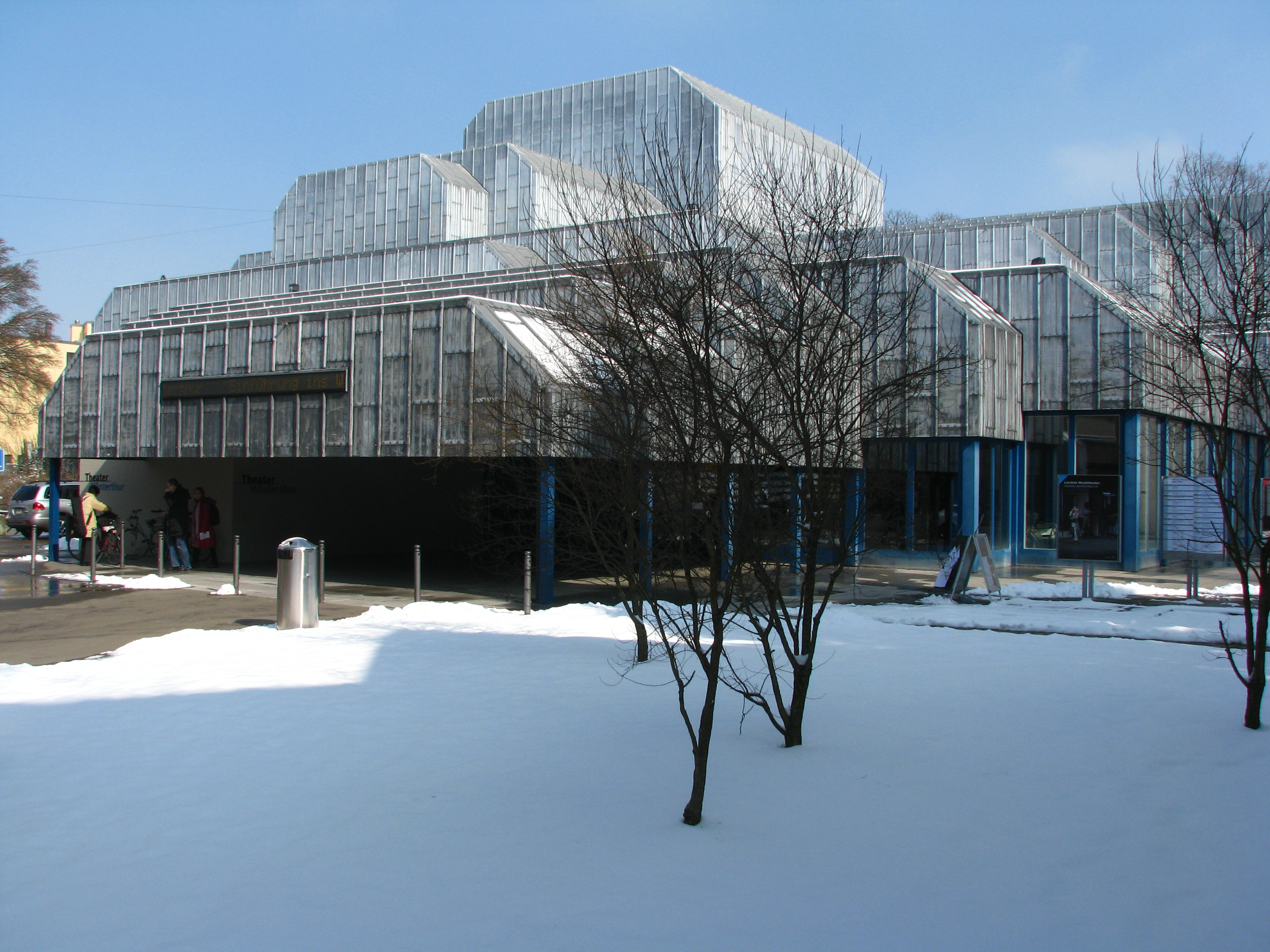
Theater Winterthur

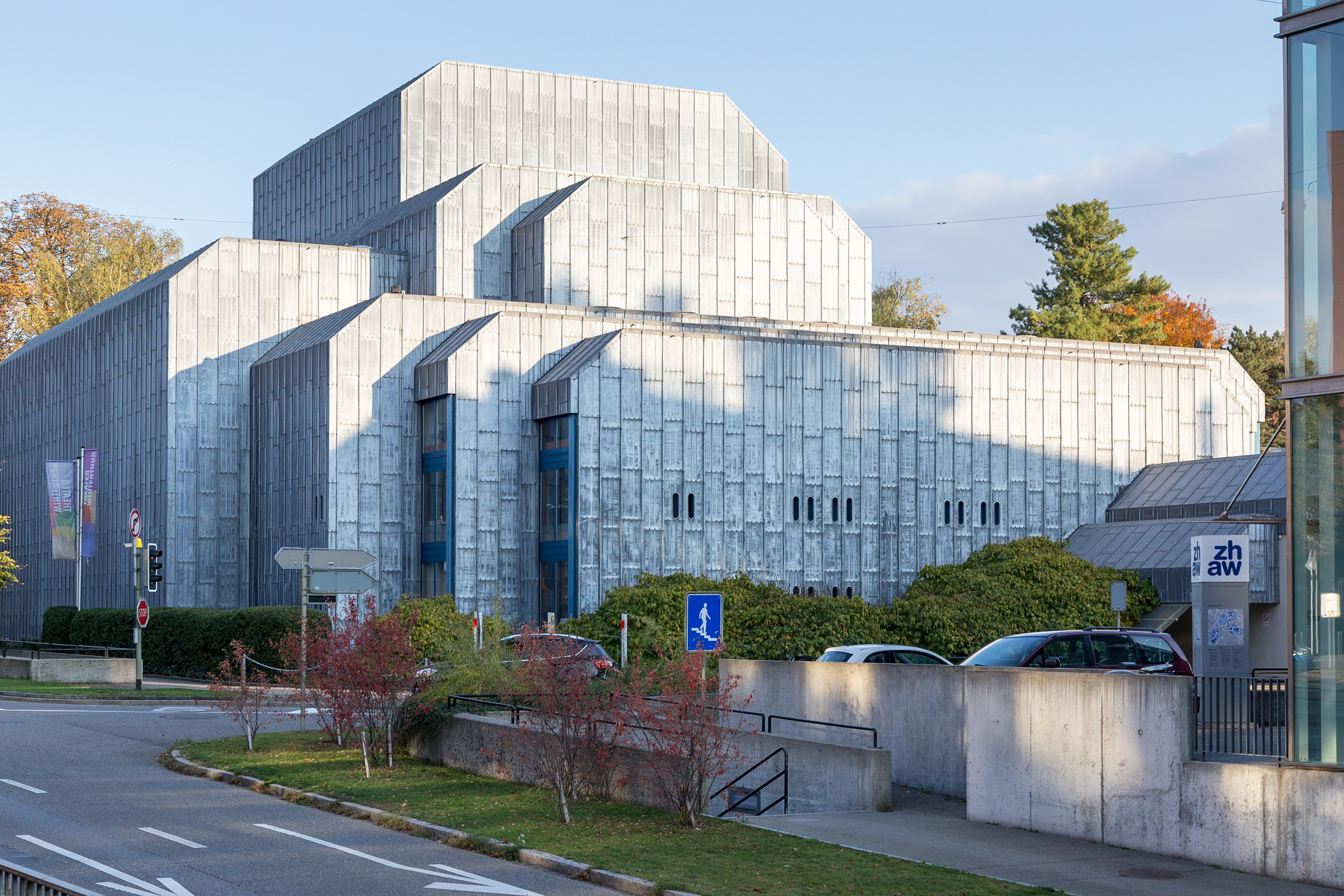
Theater Winterthur an der St. Georgen-Strasse

Das Theater Winterthur – Das internationale Gastspielhaus (vormals Theater am Stadtgarten) ist ein Gastspielbetrieb in Winterthur, Schweiz. Der Bau mit einem Bleidach wurde am 4. Juni 1978 aufgerichtet und am 5. Oktober 1979 mit Mozarts Die Zauberflöte eröffnet. Es ist nahe dem Stadtgarten, leicht ausserhalb der Altstadt, an zentraler Lage gelegen.

## Bedeutung
Das Theater Winterthur beschäftigt rund 70 Angestellte und gilt als grösstes Gastspielhaus der Schweiz. Viele namhafte Bühnen aus dem Ausland, vor allem Schauspielhäuser aus dem deutschsprachigen Raum, sind regelmässig zu Gast, so z. B. das Burgtheater Wien, das Staatstheater Stuttgart, das Thalia Theater Hamburg, das Schauspielhaus Hamburg oder das Deutsche Theater Berlin. Auch internationale Operngastspielhäuser kommen nach Winterthur, so zum Beispiel das Landestheater Detmold, das Theater und Orchester Heidelberg oder das Theater Freiburg. Regelmässig werden im Theater Winterthur auch internationale Ballett- und Tanzproduktionen gezeigt. Ausserdem stehen auch Tourneebetriebe, wie die Konzertdirektion Landgraf, auf dem Spielplan. Pro Spielzeit verzeichnet das Theater rund 55'000 Eintritte, was einer Auslastung von etwa 60 % entspricht. Das Theater verzeichnet vor allem Besucher aus der Stadt und den umliegenden Gemeinden, aber auch aus der Region und dem grenznahen Ausland.

## Geschichte
In Winterthur sind bereits seit dem Mittelalter Passionsspiele schriftlich belegt. Während der Reformationszeit und bis zur Aufklärung im 18. Jahrhundert galt das Theater als «Götzenwerk». Ab 1801 begann sich eine eigenständige Theaterkultur zu entwickeln. Da es noch keine feste Spielstätte gab, mussten sich die Theatergruppen ihre Spielorte selbst organisieren. Bis zur Eröffnung des Casinotheaters 1862 waren beliebte Spielorte das Waaghaus, das Schützenhaus oder die Alte Kaserne. 1930 richtete die Stadt einen Fonds für ein neues Stadttheater auf dem Areal des heutigen Stadtgartens ein. 1934 brach im Dachstock des Casinotheaters ein verheerender Brand aus. In der Folge verwarf die Stadt den Neubau und verwendete den Fonds für die Ausbesserung des Casinosaals.
Als nach dem Zweiten Weltkrieg Bevölkerung und Wirtschaft zu wachsen begannen, wurde das Casinotheater mit seinen 470 Plätzen zu klein. In den 1950er-Jahren griff die Stadt die Idee des Theaterneubaus wieder auf.
1957 wurde der Theaterverein gegründet, die Stadtregierung entschied sich für das ehemalige Sträuli-Areal als Bauplatz. 1966 bekam Frank Krayenbühl Projekt «ZETA» den Zuschlag für den Theaterneubau. 1972 stimmte die Bevölkerung dem Neubau zu, aber der Baubeginn verzögerte sich nochmals aufgrund der finanziell angespannten Lage. Der erste Spatenstich erfolgte im Dezember 1975, am 5. Oktober 1979 nahm das Theater am Stadtgarten mit Mozarts «Zauberflöte» den Betrieb auf.

## Haus

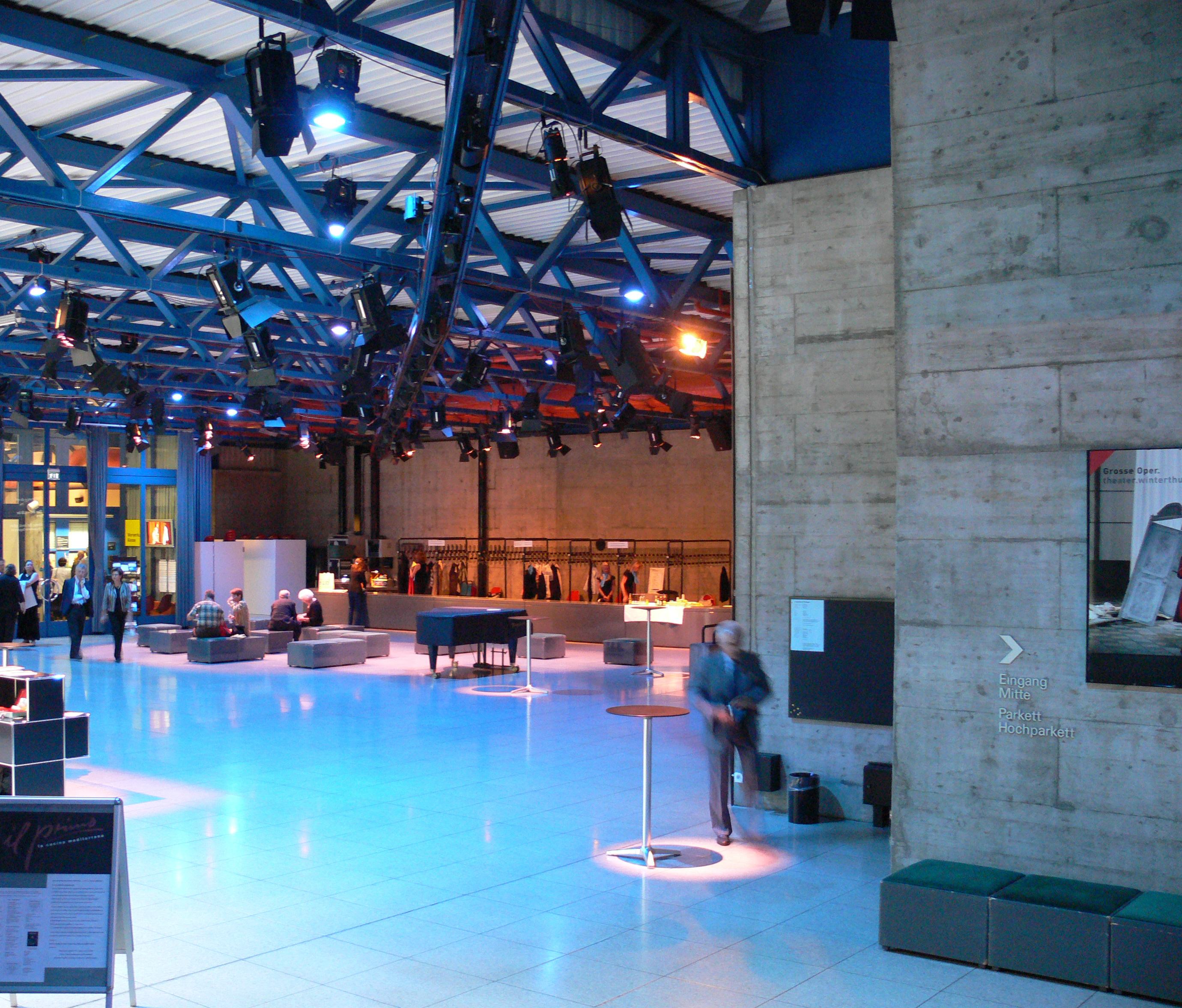
Theater Winterthur, Foyer

Das 1979 erstellte Theatergebäude umfasst ein Foyer mit Zuschauergarderoben, den Zuschauersaal, die Bühne mit Seiten- und Hinterbühnenbereich, sowie die technischen Betriebsräume und Künstlergarderoben. Es ist ein direkter Zugang zur Parkgarage vorhanden. Ausserdem befindet sich ein ans Foyer angegliedertes Restaurant im Haus, das seit September 2014 vom Theater Winterthur selber betrieben wird.
Der Zuschauersaal der grossen Bühne bietet zwischen 787 und 822 Plätze (je nach Einsatz und Grösse des Orchestergrabens) und kommt ohne Säulen aus. Im Bereich des Hochparketts auf der rechten Seite sind Stehplätze vorhanden, die aber erst verkauft werden, wenn keine Sitzplätze mehr vorhanden sind. Im Foyer können auf einer mobilen Bühne auch kleinere Produktionen – insbesondere aus dem Bereich Kinder- und Jugendtheater – gezeigt werden.
Der Bau, ein Hauptwerk des Zürcher Architekten Frank Krayenbühl, befindet sich seit 2012 im kantonalen Inventar schützenswerter Bauten. Pläne, ihn durch einen Neubau (samt Kongressräumlichkeiten und Hotel) zu ersetzen, wurden im September 2016 aufgegeben.

## Leitung
Das Theater Winterthur wurde seit 1979 als städtische Abteilung geführt und gehörte zum Departement Kulturelles und Dienste der Stadt Winterthur. Politisch unterstand es dem Stadtpräsidium (Vorsteher Departement Kulturelles und Dienste) und operativ dem Bereich Kulturelles. Per 1. August 2019 wurde es in eine gemischtwirtschaftliche, gemeinnützige Aktiengesellschaft überführt.
- Gesamtleitung: Bettina Durrer (seit 11. November 2019)
- Programmleitung: Thomas Guglielmetti (seit 1. September 2010)
- Technische Leitung: André Schwabe (seit 1. September 2011)

Der für den Spielplan zuständige Thomas Guglielmetti folgte auf Gian Gianotti, der die künstlerische Leitung vom 1. April 2000 bis zum 31. Mai 2010 innehatte. Guglielmetti hat in der Vergangenheit als Dramaturg am Staatstheater Stuttgart, am Maxim-Gorki-Theater Berlin, am Schauspielhaus Graz sowie am Staatstheater Mainz gearbeitet.

## Spielplan
Der Spielplan des Theaters Winterthur umfasst alle Sparten und viele Sprachen. Es werden Opern, Operetten, Musicals, Schauspiel, Kindertheater und Tanz angeboten. Ausserdem sind regelmässig Stücke auf Englisch oder Französisch zu erleben. Das Theater bietet rund 150 programmierten Vorstellungen (Gastspiel-Abende) an, immer häufiger auch in Form von Koproduktionen, z. B. mit dem Musikkollegium Winterthur, dem Theater Kanton Zürich oder dem Kindertanztheater Claudia Corti. Das Theater wird auch an andere Veranstalter vermietet.

## Besucherzahlen
| Saison                           | 11/12  | 12/13  | 13/14  | 14/15  | 15/16  | 16/17  | 17/18  | 18/19  | 19/20  |
| -------------------------------- | ------ | ------ | ------ | ------ | ------ | ------ | ------ | ------ | ------ |
| Total Vorstellungen              | 187    | 158    | 168    | 178    | 167    | 161    | 162    | 181    | 107    |
| Total Besucher                   | 59'812 | 59'387 | 54'879 | 53'291 | 52'275 | 49'348 | 57'302 | 54'861 | 40'813 |
| Durchschnittliche Besucherzahlen | 442    | 433    | 431    | 431    | 423    | 414    | 454    | 451    | 502    |

Quelle: Theater Winterthur, offizielle Auslastungszahlen